# Оман на летних Олимпийских играх 2016
Оман на летних Олимпийских играх 2016 года будет представлен как минимум тремя спортсменами в двух видах спорта.

## Состав сборной
Лёгкая атлетика
1. Баракат Аль-Харти
2. Мазун Аль-Алави

 Стрельба
1. Ахмед Саид Аль-Хатри
2. Вадха Аль-Балуши

## Результаты соревнований

### Лёгкая атлетика
Мужчины
Беговые дисциплины
| Дисциплина        | Спортсмен         | Предварительный раунд | Предварительный раунд | Предварительный раунд | Четвертьфиналы | Четвертьфиналы | Четвертьфиналы | Полуфиналы           | Полуфиналы           | Полуфиналы           | Финал                | Финал                |
| Дисциплина        | Спортсмен         | Забег                 | Время                 | Место                 | Забег          | Время          | Место          | Забег                | Время                | Место                | Время                | Место                |
| ----------------- | ----------------- | --------------------- | --------------------- | --------------------- | -------------- | -------------- | -------------- | -------------------- | -------------------- | -------------------- | -------------------- | -------------------- |
| бег на 100 метров | Баракат Аль-Харти | Не участвовал         | Не участвовал         | Не участвовал         | 6              | 10,22          | 3              | Завершил выступление | Завершил выступление | Завершил выступление | Завершил выступление | Завершил выступление |

Женщины
Беговые дисциплины
| Дисциплина        | Спортсмен       | Предварительный раунд | Предварительный раунд | Предварительный раунд | Четвертьфиналы | Четвертьфиналы | Четвертьфиналы | Полуфиналы            | Полуфиналы            | Полуфиналы            | Финал                 | Финал                 |
| Дисциплина        | Спортсмен       | Забег                 | Время                 | Место                 | Забег          | Время          | Место          | Забег                 | Время                 | Место                 | Время                 | Место                 |
| ----------------- | --------------- | --------------------- | --------------------- | --------------------- | -------------- | -------------- | -------------- | --------------------- | --------------------- | --------------------- | --------------------- | --------------------- |
| бег на 100 метров | Мазун Аль-Алави | 2                     | 12,30                 | 3 (q)                 | 7              | 12,43          | 8              | Завершила выступление | Завершила выступление | Завершила выступление | Завершила выступление | Завершила выступление |

### Стрельба
В январе 2013 года Международная федерация спортивной стрельбы приняла новые правила проведения соревнований на 2013—2016 года, которые, в частности, изменили порядок проведения финалов. Во многих дисциплинах спортсмены, прошедшие в финал, теперь начинают решающий раунд без очков, набранных в квалификации, а финал проходит по системе с выбыванием. Также в финалах после каждого раунда стрельбы из дальнейшей борьбы выбывает спортсмен с наименьшим количеством баллов. В скоростном пистолете решающие поединки проходят по системе попал-промах. В стендовой стрельбе добавился полуфинальный раунд, где определяются по два участника финального матча и поединка за третье место.
Мужчины
| Соревнование                          | Спортсмены           | Квалификация | Квалификация | Полуфинал     | Полуфинал     | Финал                | Финал                |
| Соревнование                          | Спортсмены           | Результат    | Место        | Результат     | Место         | Соперник/ Результат  | Место                |
| ------------------------------------- | -------------------- | ------------ | ------------ | ------------- | ------------- | -------------------- | -------------------- |
| винтовка из трёх положений, 50 метров | Ахмед Саид Аль-Хатри | 1138         | 43           | Не проводится | Не проводится | Завершил выступление | Завершил выступление |

Женщины
| Соревнование                       | Спортсмены       | Квалификация | Квалификация | Полуфинал     | Полуфинал     | Финал                 | Финал                 |
| Соревнование                       | Спортсмены       | Результат    | Место        | Результат     | Место         | Соперник/ Результат   | Место                 |
| ---------------------------------- | ---------------- | ------------ | ------------ | ------------- | ------------- | --------------------- | --------------------- |
| пневматический пистолет, 10 метров | Вадха Аль-Балуши | 379          | 26           | Не проводится | Не проводится | Завершила выступление | Завершила выступление |